# Corridoi paneuropei

Mappa dei dieci corridoi paneuropei

I dieci corridoi paneuropei sono le vie di comunicazione dell'Europa occidentale e orientale il cui potenziamento era  stato riconosciuto strategico, dopo la fine del blocco orientale, dalla Conferenza Pan-Europea del 1992.
Nove di essi sono stati definiti nella seconda conferenza di Creta del marzo 1994 mentre alcune modifiche sono state introdotte dalla terza conferenza di Helsinki del 1997 per cui, alle volte, si parla di questi corridoi come dei "Corridoi di Creta" o dei "Corridoi di Helsinki" senza tener contro della loro collocazione geografica. Il decimo corridoio è stato invece inserito dopo la fine delle ostilità tra gli Stati dell'ex-Jugoslavia.
Negli anni successivi la dizione "corridoi paneuropei" scompare dagli atti dell'UE e oggi l'unico programma di una rete di corridoi è quello delle "reti transeuropee dei trasporti" o, più correttamente, "rete" (TEN-T, Trans-European Transport Network, includente le principali vie di comunicazione dell'Unione europea).
A causa del perdurare di difficoltà di relazioni tra gli Stati, della mancata apertura dei mercati di Bielorussia e Ucraina, nonché delle forti differenze delle specifiche tecniche dei trasporti ferroviari, tra corridoi paneuropei e transeuropei ci sono significative diversità di tracciati. Ad esempio il cosiddetto Corridoio 5 (in realtà Corridoio 3 del Ten-T) che doveva collegare Lisbona a Kiev, passando per la problematica "Torino-Lione", non figura nel programma Ten-T 2001-2006; nel successivo torna a essere menzionato, per estensione del Progetto prioritario 6, ma con limite "al confine ucraino".
I corridoi variamente comprendono strada, ferrovia e vie navigabili.
| I    | Helsinki, Tallinn, Riga, Kaunas, Klaipėda, Varsavia, Danzica - Ramo A: Helsinki, Varsavia - Ramo B: Riga, Kaliningrad, Danzica |
| II   | Berlino, Poznań, Varsavia, Brėst, Minsk, Smolensk, Mosca, Nižnij Novgorod |
| III  | Bruxelles, Aquisgrana, Colonia, Dresda, Breslavia, Katowice, Cracovia, Leopoli, Kiev |
| IV   | Dresda, Norimberga, Praga, Vienna, Bratislava, Győr, Budapest, Arad, Bucarest, Costanza, Craiova, Sofia, Salonicco, Plovdiv, Istanbul |
| V    | Venezia, Trieste, Lubiana, Maribor, Budapest, Užhorod, Leopoli, Kiev - Ramo A: Bratislava, Žilina, Košice, Užhorod - Ramo B: Fiume, Zagabria, Maribor - Ramo C: Porto Tolero, Sarajevo, Osijek, Budapest                                           |
| VI   | Danzica, Katowice, Žilina - Ramo A: Katowice, Brno |
| VII  | Fiume Danubio |
| VIII | Durazzo, Tirana, Skopje, Bitola, Sofia, Dimitrovgrad, Burgas, Varna |
| IX   | Helsinki, Vyborg, San Pietroburgo, Pskov, Mosca, Kaliningrad, Kiev, Chișinău, Bucarest, Dimitrovgrad, Alessandropoli - Ramo A: Odessa - Ramo B: Helsinki, San Pietroburgo, Mosca - Ramo C: Kaliningrad, Kiev - Ramo D: Kaliningrad, Vilnius, Minsk |
| X    | Salisburgo, Lubiana, Zagabria, Belgrado, Niš, Skopje, Veles, Salonicco - Ramo A: Graz, Maribor, Zagabria - Ramo B: Budapest, Novi Sad, Belgrado - Ramo C: Niš, Sofia, Dimitrovgrad, Istanbul - Ramo D: Veles, Prilep, Bitola, Florina, Igoumenitsa |